# Ponte di Tiberio

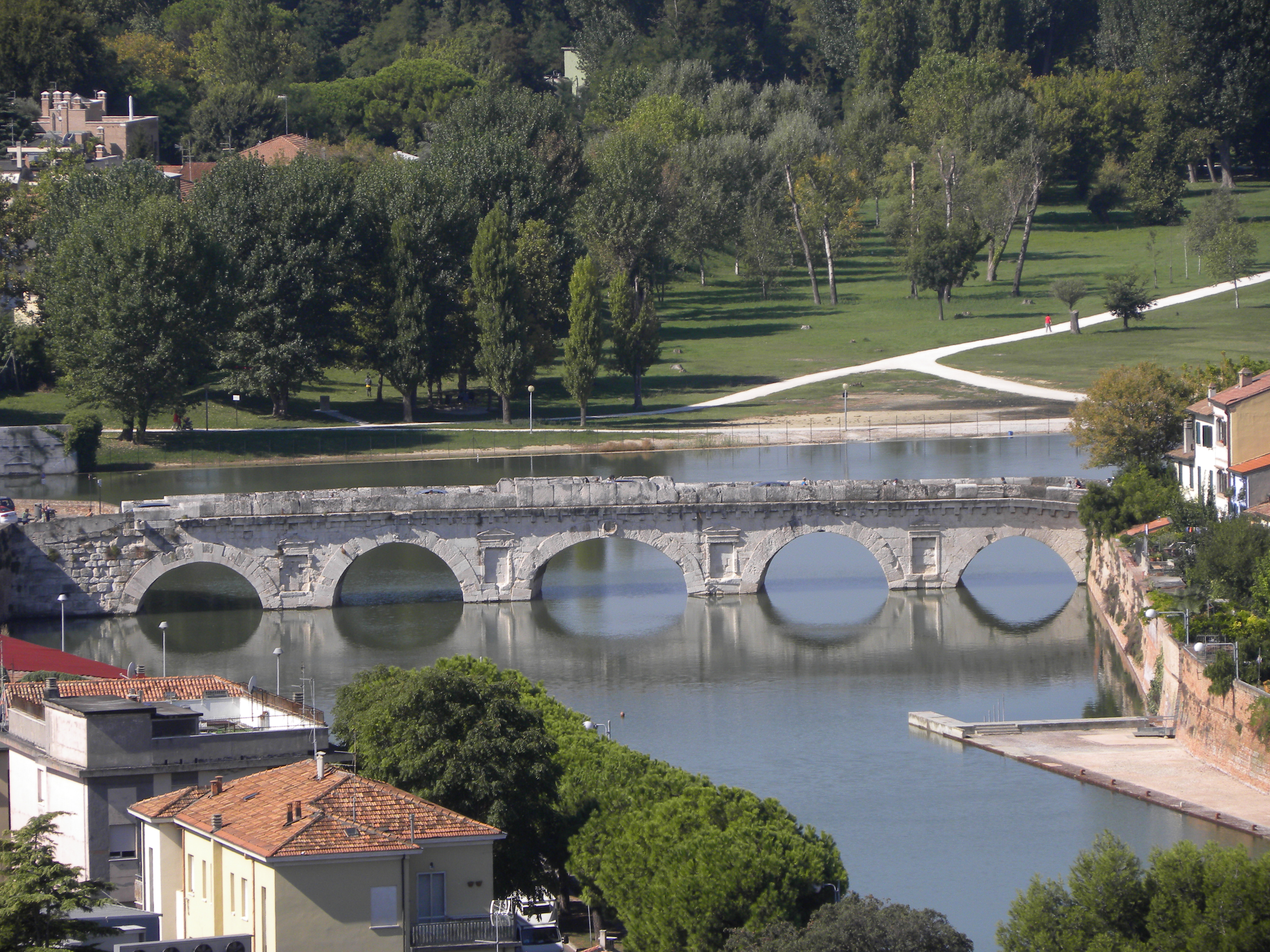

De Ponte di Tiberio (Brug van Tiberius), of juister de Ponte d'Augusto e di Tiberio (Brug van Augustus en Tiberius) is een Romeinse brug over de oude arm van de Marecchia in de Italiaanse stad Rimini. De brug is sinds 2020 voorbehouden aan niet-gemotoriseerd verkeer.

## Geschiedenis
De stenen boogbrug verving een eerdere brug. Het werk eraan begon in het jaar 14 onder keizer Augustus en eindigde onder zijn opvolger Tiberius in 21. Volgens Latijnse inscripties op de borstwering is ze aan beide keizers toegewijd. Even buiten Rimini kwamen de Via Aemilia en de Via Popilia-Annia samen, die dan over de brug de stad binnenliepen.
Rond 1480 lijkt Giovanni Bellini de brug te hebben weergegeven op zijn schilderij Hiëronymus lezend in de woestijn (Uffizi, Florence). De rechterkant was toen door houten planken verbonden met een stadspoort. De brug werd in 1570 beschreven en geïllustreerd door Andrea Palladio in I quattro libri dell'architettura, zij het met smallere pijlers. Hij nam ze tot model voor het ontwerpen van de Brug over de Tesina in Vicenza. Via de Engelse vertaling van Giacomo Leoni (1715) werd Palladio's illustratie ook het uitgangspunt voor de Ierse bruggenbouwer George Smith om de Green's Bridge in Kilkenny te ontwerpen, die in 1766 werd geopend.
Doorheen de eeuwen heeft de brug aardbevingen, oorlogen en brandstichtingen doorstaan. Tijdens de Slag om Rimini in 1944 ontsnapte ze ternauwernood aan vernietiging door de Duitsers.

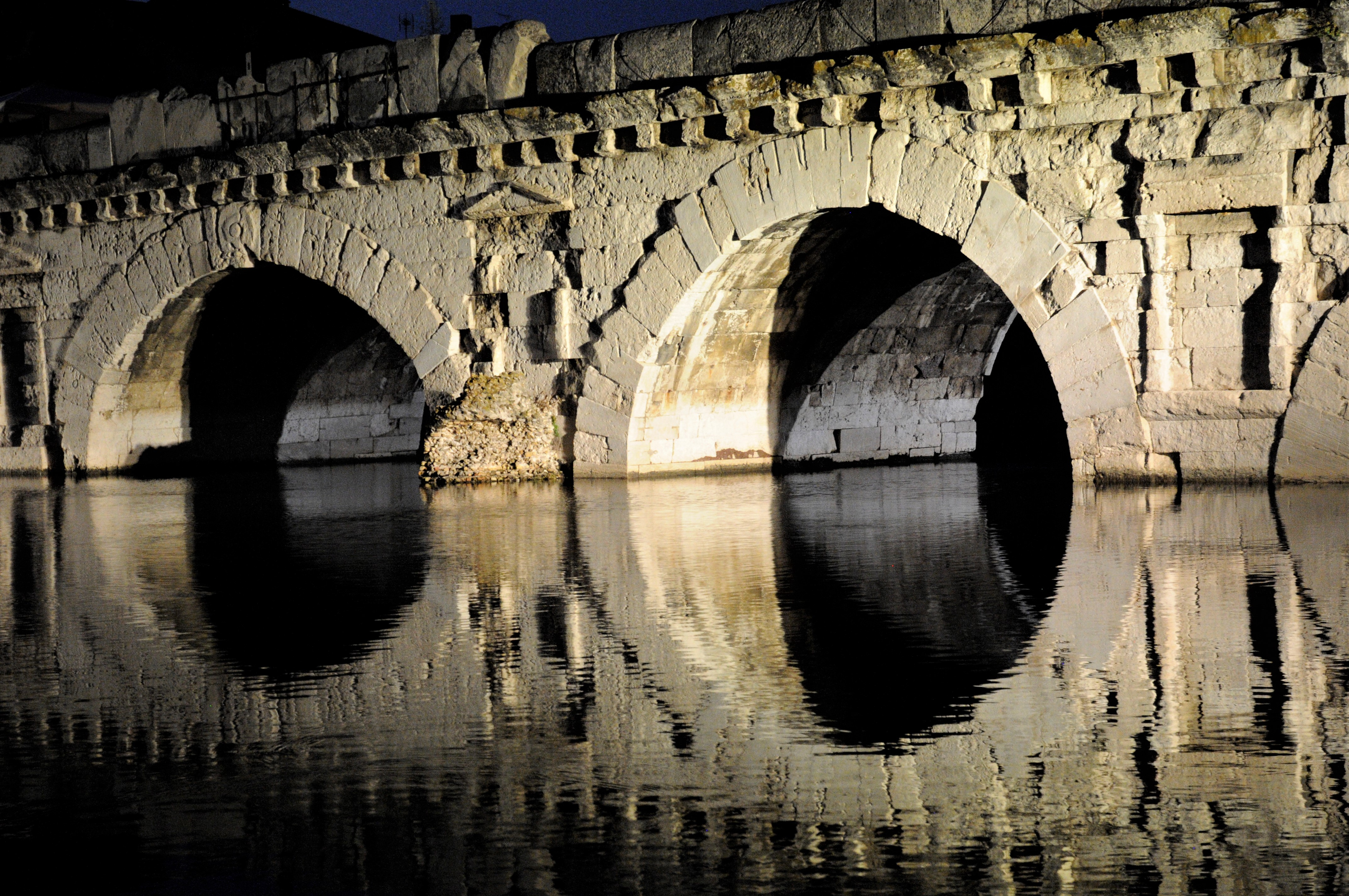
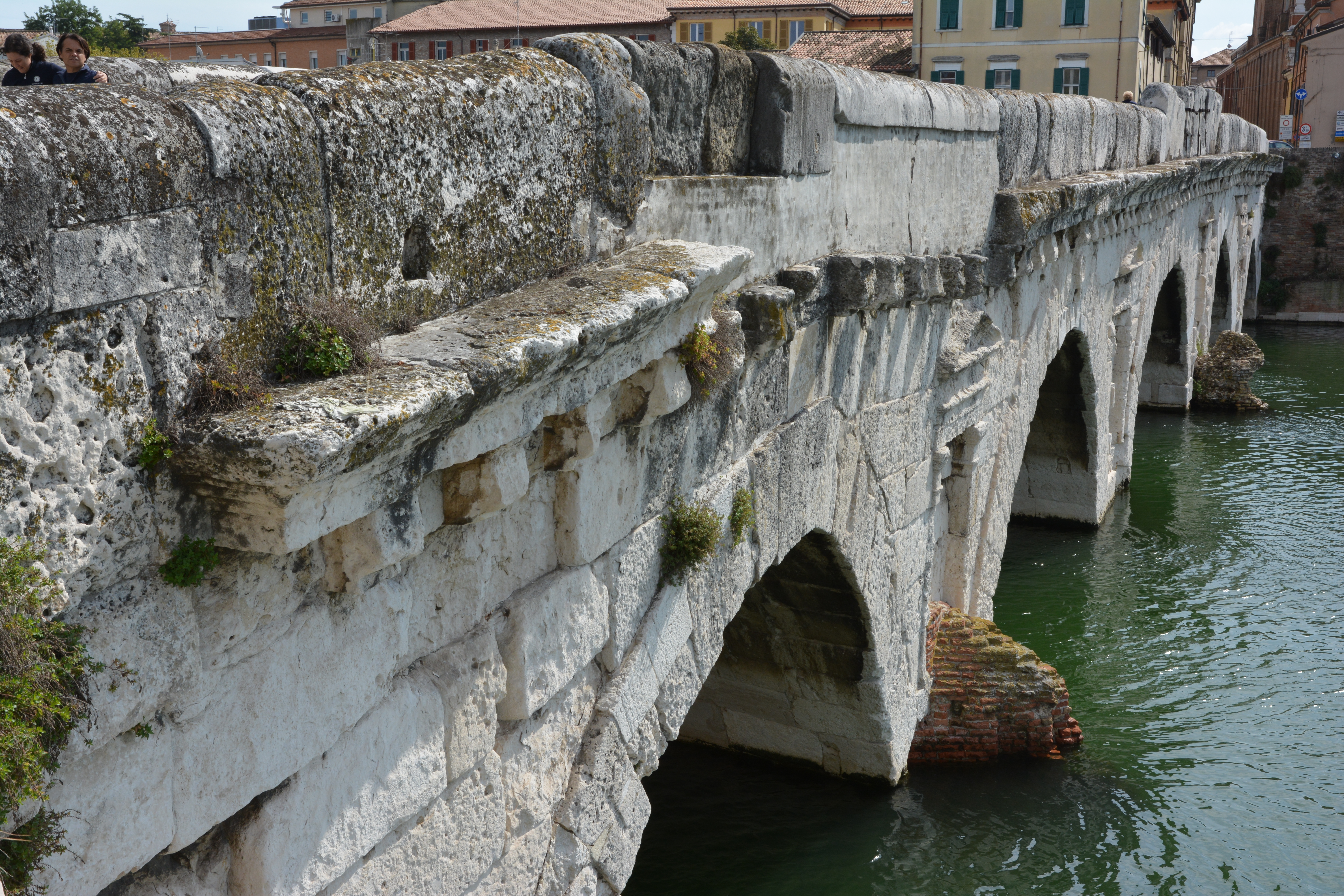
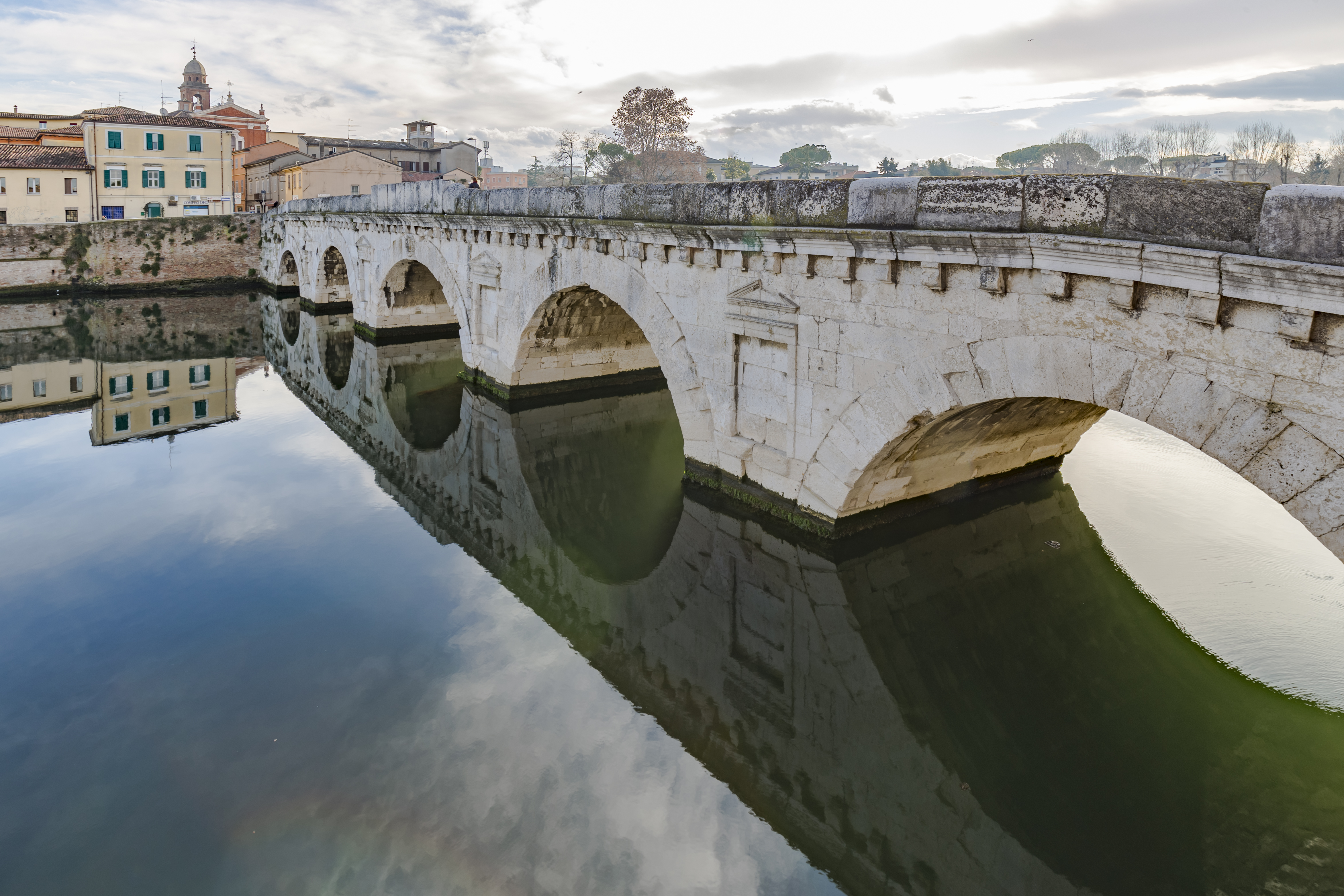
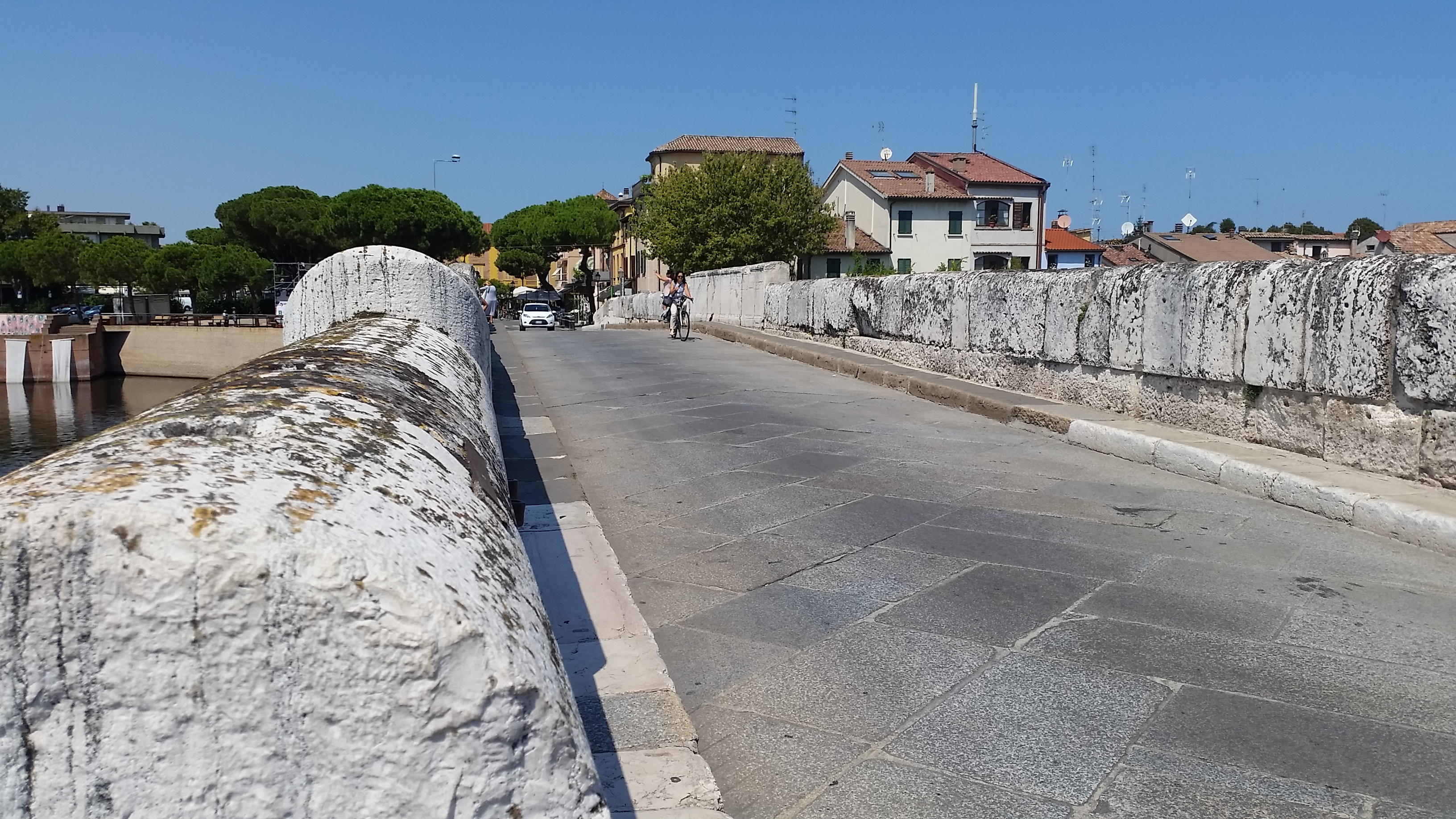

## Beschrijving
De ongeveer 62 m lange en 8,6 m brede brug heeft vijf rondbogen met overspanningen die variëren van 7,14 m tot 8,17 m. Het bouwwerk is opgetrokken uit Istrische steen. De zeer massieve pijlers zijn versierd met blinde vensters die gestileerde tempels voorstellen. Op de centrale sluitsteen is keizerlijke symboliek aangebracht (corona civica en clipeus virtutis). Het licht gekromde wegdek was geplaveid met trachy-basalt.
Latijnse inscripties aan beide zijden van de borstwering dragen de volgende teksten:

## Voetnoten
1. ↑  Index of Latin Inscriptions (Lacus Curtius)
2. ↑  Hermann Dessau, Inscriptiones Latinae selectae, 1892. ILS 113 = CIL XI, 367